# Dolly (får)
Dolly, född 5 juli 1996 i Skottland, död 14 februari 2003, var det första däggdjur som fötts efter att ha klonats från en cell av ett vuxet djur. Fåret uppkallades efter den amerikanska countrysångerskan Dolly Parton. Dolly klonades från en cell i en vuxen tackas juver.
Hon avlivades sedan hon fått lungcancer som hon drabbats av efter en virusinfektion. Hon finns nu uppstoppad på ett museum i Edinburgh.